# جوناثان براشاو
جوناثان براشاو (بالإنجليزية: Jonathan Bradshaw)‏ هو أكاديمي بريطاني، ولد في 1944.